# Pseudis bolbodactyla
Pseudis bolbodactyla és una espècie de granota que es troba al Brasil.
Està amenaçada d'extinció per la pèrdua del seu hàbitat natural.